# Río Ubin
El río Ubin (del ruso: Убин) o río Ubinka (Убинка, es el nombre del río si se toma como nacimiento su constituyente más largo) es un río del krai de Krasnodar y la república de Adiguesia, en Rusia, afluente por la izquierda del Afips, tributario del Kubán.

## Curso

Cuenca del Kubán, el Ubin se halla a la izquierda del embalse de Krasnodar.

Tiene 63 km de longitud y 287 km² de cuenca hidrográfica. El constituyente más largo, el Ubinka nace 7 km al norte de Novosadovi, en el krai de Krasnodar, en las vertientes septentrionales del monte Papai, en el Cáucaso occidental. El otro constituyente, propiamente el Ubin, confluye por la izquierda con el Ubinka en Ubinskaya el Discurre predominantemente en dirección nordeste en los primeros dos tercios de su curso. En ellos atraviesa Ubinskaya, Azóvskaya, Séverskaya, Volikov, Bondarenko y Bonchkovski. Al salir de esta localidad traza un giro hacia el norte, pasa por Kovalenko, y tras girar al este confluye en el Afips en el embalse Shapsúgskoye, situado en la desembocadura de este río en el Kubán.